# Anastasia Tzakou
Anastasia Tzakou, Selbstporträt

Link zum Bild

Anastasia „Soula“ Tzakou (griechisch Αναστασία «Σούλα» Τζάκου, * 1928 in Thesprotiko; † 19. Dezember 2015 in Athen) war eine griechische Architektin der Moderne und Professorin an der Nationalen Technischen Universität Athen. Sie prägte die griechische Architektur und das Möbeldesign der 1960er Jahre.

## Biografie

### Ausbildung
Ihre Familie ließ sich 1929 in Athen nieder. Anastasia Tzakou besuchte das Kallithea-Gymnasium und studierte 1947 bis 1952 an der Architekturschule der Nationalen Technischen Universität Athen (NTUA) bei Konstantinos Kitsikis, Panagiotis A. Michelis, Anastasios Orlandos, Dimitris Pikionis und Nikos Hadjikyriakos-Ghika. Während des Studiums arbeitete sie im Sommer 1950 an Projekten des Ministeriums für Siedlung und Wiederaufbau in Epirus mit.
Als beste Absolventin ihres Jahrgangs gewann sie 1952 ein Stipendium im international ausgeschriebenen Wettbewerb der École nationale supérieure des beaux-arts de Paris. Danach arbeitete sie anderthalb Jahre lang im Architekturbüro von Dimitris Pikionis. Sie analysierte Wohntypen der Siedlung Aixoni Glyfada und das Walddorf Pertouli in Thessalien. Ein Ziel dieser Studien war die Übertragung von Werten und Lehren aus der traditionellen griechischen Architektur in die Gestaltung moderner Wohntypen.
Auf Empfehlung von Pikionis erhielt sie ein weiteres Auslandsstipendium für Paris. In den Jahren 1954 bis 1956 besuchte sie Seminare zu angewandter Kunst des Centre National des Ateliers Éducatifs bei dem Bildhauer Filolaos Tloupa und Kunstgeschichte an der Universität Sorbonne. Gleichzeitig arbeitete sie bei renommierten französischen Architekten. Ende 1954 hospitierte sie zwei Monate lang im Büro von Raymond Audigier und befasste sich mit Umbauten in der von Auguste Perret entworfenen Kirche St. Joseph. Von Anfang 1955 bis April 1956 bearbeitete sie im Architekturbüro von Guy Lagneau und Michel Weill an der ursprünglichen Fassung des Musée d’art moderne André Malraux (MuMa) in Le Havre, das 1961 eröffnet wurde. Im selben Büro entwarf sie ein Sozialzentrum in Kamerun. Von April 1956 bis Januar 1957 plante sie im Büro Jean Dubuisson das Musée national des arts et traditions populaires im Bois de Boulogne mit, das einige Jahre später gebaut wurde. Im selben Büro war sie auch an den Entwürfen für ein Zentrum eines Stadtentwicklungsprojektes beteiligt.

### Berufstätigkeit für Auslandsprojekte und bei der griechischen Nationalbank
Zurück in Griechenland, arbeitete sie von 1957 bis 1959 im Planungsbüro von Konstantinos A. Doxiadis, bis Juni 1957 an Entwürfen für das Handelszentrum von Mossul und von Juni 1957 bis April 1958 in Beirut an der Voruntersuchung für ein fünfjähriges Wohnungsbauprogramm. Danach untersuchte sie im Rahmen eines Programms für standardisierte Kindergärten Bautypen im Irak und entwarf ein Ausbildungszentrum für Landwirtschaftslehrer in Homs.
Bauten für den Tourismus

Link zum Bild

1960 begann sie für sieben Jahre in der Technischen Abteilung der Nationalbank zu arbeiten. In den ersten beiden Jahren waren Anastasia Tzakou und Konstantinos Dekavallas die einzigen Architekten der Gruppe. In den Jahren 1960 bis 1961 entwarf und baute sie die Touristeneinrichtungen „Astir“ in Mikro Kavouri, Vouliagmeni. Zur Aufgabe gehörte eine Studie zur Ausstattung von Badeanlagen. Farbstudien und ein individuelles Möbeldesign wurden erstellt, Beleuchtungen und Gartenmöbel entwickelt und Stoffmuster für Vorhänge und Bezüge entworfen, die in Griechenland gedruckt wurden. Nur wenige Artikel wurden aus dem Ausland importiert.
Pavillonarchitektur, Architekturmodell

Link zum Bild

Mit Dekavallas entwickelte sie Touristenunterkünfte, die in die Landschaft integrierte Pavillonbauten statt immer höherer Hotels vorsahen. Dieses Konzept wurde nicht realisiert.
Ab 1961 entwarf und realisierte sie Filialen und Bürogebäude der Nationalbank von Griechenland. Die Niederlassungen der Bank unter anderem in Athen, Igoumenitsa, Livadia und Patras im Stil der rationalen Architektur gehören zu ihrem Werk. Dieser Stil lehnt die Überbewertung des Funktionalismus zugunsten einer ganzheitlichen Lösung ab. Tzakou stellte das Bauprogramm der Banken um, modernisierte die Gestaltung der Innenräume und entwickelte Möbel und typisierte Innenraumgestaltungen. Ihre Arbeit trug zur Erneuerung der Verwaltungsarchitektur und insbesondere der Gestaltung von Bankfilialen in Griechenland bei. Sie passte die internationale moderne Architektur an die Bedingungen in Griechenland wie Klima, Wirtschaft, Technologie, Umwelt und Lebensstil an. Ihren Beitrag zur Entwicklung des architektonischen Frühlings in Griechenland und ihr Werk bis 1965 analysierte der französischen Kunsthistoriker François Loyer in seiner Doktorarbeit Architecture de la Grèce contemporaine (1834–1966).

### Freiberufliche Tätigkeit
Als Freiberuflerin errichtete sie in den 1960er und 1970er Jahren mehrere Einfamilienhäuser und nahm an Architekturwettbewerben teil. Die Privathäuser wurden unter dem Gesichtspunkt der Wirtschaftlichkeit optimiert. Das beste Ergebnis sollte mit geringsten Kosten erzielt werden, so dass sie von großzügiger Raumgestaltung und sparsamem Umgang mit Materialien, Bauweisen und Struktur gekennzeichnet sind. Großzügigkeit und Qualität wurde durch die Verbindung der Innenräume mit dem Außenraum, die Anordnung von Öffnungen und Beleuchtung, die Nutzung der Aussicht, die Privatsphäre bestimmter Räume, die Funktionen und Farben geschaffen. Zu ihren Werken gehören die Häuser von M. Theocharopoulos in Kifisia (1969) und M. Kalpouzou in Ekali (1970), der Wohnkomplex von P. Goritsa in Filothei (1972) und ihr Sommerhaus in Sifnos. Gleichzeitig mit den Gebäuden entstanden systematische, detaillierte Entwürfe der Innenräume und der Möbel. 1967 erhielt Tzakou ein sechsmonatiges Stipendium der französischen Regierung. Im Rahmen des Aufenthalts in Paris vertiefte sie ihre Kenntnisse über die Materialien und Konstruktionen moderner Bauten.

### Lehre und Forschung
In den Jahren 1960 bis 1984 lehrte und forschte sie an der Fakultät für Architektur der Nationalen Technischen Universität Athen, zunächst als Wissenschaftliche Mitarbeiterin und Hochschullehrerin, später als Professorin in der Abteilung für Bauwesen und Architekturgestaltung. Ihre Dissertation, entstanden zwischen 1972 und 1976, verfasste sie zum Thema «Κεντρικοί οικισμοί της Σίφνου, μορφή και εξέλιξη σε ένα παραδοσιακό σύστημα» („Zentrale Siedlungen von Sifnos, Form und Entwicklung in einem traditionellen System“). Tzakou reflektierte auch über ungeplante oder „anonyme“ Stadtentwicklung der Nachkriegszeit in Athen.
Sie erhielt 1981 als erste Frau in Griechenland einen Lehrstuhl für Architektur. Drei Jahre später trat sie davon zurück. Sie setzte damit ein Zeichen gegen ungelöste Strukturprobleme, die durch die starke Zunahme der Studierendenzahl entstanden waren und zu Schwierigkeiten in Lehre und Verwaltung führten.

## Nachlass und Ausstellungen als Architektin und Künstlerin
Sie starb im Jahr 2015. Ihr Vorlass wurde in das Archiv des Benaki-Museums aufgenommen. Ihr Werk ist heute Teil des digitalen Archivs der griechischen Architektinnen.
Posthum wurde ihr Anteil an der Modernen Architektur in Griechenland gewürdigt und ihre Pionierleistung als Frau in einer Männerdomäne gezeigt. Ihr Leben und Werk präsentierte das Goethe-Institut im Jahr 2021 im griechischen Ableger der Ausstellung „Frau Architekt“ des Deutschen Architekturmuseums. 2024 wurde die Ausstellung „Buone Nuove/Good News“. Women Changing Architecture, initiiert vom italienischen Außenministerium in Zusammenarbeit mit dem MAXXI – Museo nazionale delle arti del XXI secolo, im Byzantinischen und Christlichen Museum gezeigt. Neben den Griechinnen Elli Nikolaidou Vassilikiotis, Alexandra Paschalidou-Moreti und Marika Zagorisiou wurde die Architektin Anastasia Tzakou präsentiert.
Ihr Ölgemälde Unititled (circa 1970) wurde in der Ausstellung NP or The Possibilities of a Life den 10 Tsikalia (Kochtöpfen aus Keramik) der Jahre 1930 bis 1980 und dem Werk Sails II A (1980–1984, Leinwand) von Michael Michaeledes gegenübergestellt.

## Bauten (Auswahl)
- 1963: Filiale der Nationalbank von Griechenland in Livadia[8]
- 1964: Filiale der Nationalbank von Griechenland in Patras[9]
- 1975: Komplex aus 4 Einfamilienhäusern (Maisonettes) P. Goritsa, Filothei[10]

## Schriften (Auswahl)

### Monografien
- «Κεντρικοί Οικισμοί της Σίφνου. Μορφή και εξέλιξη σε ένα παραδοσιακό σύστημα» („Zentrale Siedlungen von Sifnos. Form und Entwicklung in einem traditionellen System“), Athen, 1979.
- Greek Traditional Architecture: Sifnos. Melissa Publishing House, Athen 1984, ISBN 960-204-187-0.
- «Άσπρο/Μαύρο–1×1=1/1×0=0–Ποιήματα 1963–1983» („Weiß/Schwarz–1×1=1/1×0=0–Gedichte 1963–1983“), Athen, 1986.
- Έπιπλο. Μελέτες-εφαρμογές 1960–1989 / Furniture. Design-Applications 1960-1989 Bastas Publications, Athen 2000.
- «Τρίπτυχο: οι άνθρωποι, ο τόπος, τα έργα» („Triptychon: die Menschen, der Ort, die Werke“), Fotoband, Athen, 2002.

### Aufsätze (Auswahl)
- (mit Büro Doxiadis in Mossul) «Αγορές …» („Märkte …“), in: «Αρχιτεκτονική» („Architektur“), Heft 13, 1959, S. 57.
- (mit Büro Doxiadis) «Το εθνικό οικιστικό πρόγραμμα του Λιβάνου» („Das nationale Wohnungsbauprogramm des Libanon“), in: «Αρχιτεκτονική» („Architektur“), Heft 13, 1959, S. 59–62.
- «Τύποι κατοικιών» („Wohnheimtypen“), in: «Αρχιτεκτονική» („Architektur“), Heft 13, 1959, S. 63.
- (mit Konstantinos Dekavallas und N. Londos) «Εστιατόριο του κέντρου αναψυχής στο Μικρό Καβούρι της Βουλιαγμένης» („Restaurant des Urlaubszentrums in Mikro Kavouri, Vouliagmeni“), in: Architectural Issues AI, 1/1967, S. 212.
- (mit K. Dekavallas) «Τουριστικό συγκρότημα στο Μικρό Καβούρι της Βουλιαγμένης» („Touristenkomplex in Mikro Kavouri, Vouliagmeni“), in: Architectural Issues AI, 1/1967, S. 210.
- «Υποκατάστημα Εθνικής Τραπέζης στην Πάτρα» („Filiale der Nationalbank in Patras“), in: Architectural Issues AI, 1/1967, S. 238.
- «Η έρευνα των οραματιστών στην Πολεοδομία» („Die Forschung von Visionären im Urbanismus“), in: Architectural Issues AI, 5/1971, S. 142.
- «Η εξέλιξη της πολυκατοικίας στην Αθήνα μετά τον πόλεμο» („Die Entwicklung der Wohnhäuser in Athen nach dem Krieg“), in: Architectural Issues AI, 12/1978, S. 131.
- «Αποτύπωση και κριτική παρουσίαση της εκκλησίας “Γεννέσιον της Θεοτόκου” στο Θεσπρωτικό Λάκκας Σουλίου» („Foto und kritische Präsentation der Kirche ‚Gennesion tis Theotokou‘ in Thesprotiko Lakkas von Souli“), in: «Εκκλησίες στην Ελλάδα μετά την Άλωση» („Kirchen in Griechenland nach dem Fall“), EMP Publications, Athen, 1981.
- «Η συμμετοχή των τραπεζών στην επίσημη αρχιτεκτονική» („Die Beteiligung von Banken an der offiziellen Architektur“), in: Festschrift «Η μνημειακή έκφραση στη μεταπολεμική αρχιτεκτονική» („Der monumentale Ausdruck in der Nachkriegsarchitektur“), Architectural Issues AI, 15/1984, S. 74–82.
- «Σίφνος» („Sifnos“), in: D. Filippidis (Hrsg.): «Ελληνική Παραδοσιακή Αρχιτεκτονική» („Griechische traditionelle Architektur“), Verlag Melissa, Athen 1988, S. 179–212.
- «Ο Δάσκαλος» („Der Lehrer“), in: «Αφιέρωμα στα 100 χρόνια από την γέννηση του Δ. Πικιώνη» („Festschrift zum 100. Geburtstag von D. Pikionis“), EMP Publications, Athen, 1989.
- Sifnos – The Evolution of a Traditional Unity, in: Ekistics, Vol. 61, Nr. 368/369, Heritage Vol. 61, Nr. 368/369, Heritage (September/Oktober–November/Dezember 1994), Athens Center of Ekistics, S. 321–342. Vorschau

## Film
- G. Tzirtzilakis: «Αναστασία Τζάκου – Η Άλλη Πλευρά της Νεωτερικότητας, Πορτραίτα και διαδρομές Ελλήνων Αρχιτεκτόνων» („Anastasia Tzakou – Die andere Seite der Moderne, Porträts und Routen griechischer Architekten“), Folge 6, gezeigt am 16. Mai 2008, ET1.

## Ausstellungen (Auswahl)
posthum
- 2017: NP or The Possibilities of a Life, locus athens, Athen
- 2021: Frau Architekt (griechische Version), Wanderausstellung durch mehrere europäische Länder, Goethe-Institut
- 2024: Buone Nuove: Women Changing Architecture, Byzantinisches und Christliches Museum